# Slovenske kvalifikacije za Kup maršala Tita 1947.
Rezultati kvalifikacija (preliminarnih natjecanja) na teritoriju NR Slovenije.
U zonskoj fazi kupa sudjelovalo je otprilike 60 slovenskih momčadi. 16 momčadi iz 1. i 2. slovenske lige izravno je ušlo u prvi krug, dok je osam došlo iz nokaut faze: po dvije iz Ljubljane i Celja, te po jedna iz Maribora, Gorenjske, Dolenjske i Primorske.

Ovih 24 klubova natjecalo se u tri kruga kroz kojih su određene tri momčadi koje su se kvalificirale za Kup maršala Tita 1947. godine.

## 1. kolo
| Domaća momčad          |   | Gostujuća momčad        | Rezultat |                      |
| ---------------------- | - | ----------------------- | -------- | -------------------- |
| Kladivar Celje         | – | Železničar Maribor      | 3:2      |                      |
| Elan Novo Mesto        | – | Krim Ljubljana          | 1:2      |                      |
| Vipava                 | – | Proletarec Zagorje      | 0:0      | ždrijebom Proletarec |
| Rdeča zvezda           | – | Bratstvo                | 3:0      |                      |
| Tržič                  | – | Adria Miren             | 3:0      |                      |
| Rudar Trbovlje         | – | Nafta Lendava           | 0:0      | ždrijebom Rudar      |
| Udarnik Kranj          | – | Domžale                 | 3:3      | ždrijebom Udarnik    |
| Garnizon JNA Ljubljana | – | Polet Maribor           | 7:1      |                      |
| Kovinar Maribor        | – | Krško                   | 9:1      |                      |
| Postojna               | – | Triglav Ljubljana       | 9:2      |                      |
| Litija                 | – | Škofja Loka             | 3:1      |                      |
| Murska Sobota          | – | Jože Gregorčič Jesenice | 3:0      |                      |

## 2. kolo
| Domaća momčad          |   | Gostujuća momčad | Rezultat |
| ---------------------- | - | ---------------- | -------- |
| Rudar Trbovlje         | – | Kovinar Maribor  | 1:0      |
| Tržič                  | – | Rdeča zvezda     | 11:1     |
| Postojna               | – | Udarnik Kranj    | 9:5      |
| Proletarec Zagorje     | – | Kladivar Celje   | 0:1      |
| Garnizon JNA Ljubljana | – | Litija           | 7:0      |
| Krim Ljubljana         | – | Murska Sobota    | 3:0      |

## 3. kolo
| Domaća momčad  |   | Gostujuća momčad       | Rezultat |
| -------------- | - | ---------------------- | -------- |
| Tržič          | – | Garnizon JNA Ljubljana | 1:8      |
| Kladivar Celje | – | Krim Ljubljana         | 4:2      |
| Rudar Trbovlje | – | Postojna               | 4:1      |

U završno natjecanje plasirale su se ekipe Garnizon JNA iz Ljubljane, Kladivar iz Celja i Rudar iz Trbovlja.

## Unutrašnje poveznice
- Kup maršala Tita 1947.
- Prva nogometna liga NR Slovenije 1947./48.